# Зграда Гимназије у Врању
Зграда Гимназије у Врању је подигнута у периоду од 1931. до 1933. године, према пројекту израђеном у Министарству грађевина 1927. године. Проглашена је за непокретно културно добро као споменик културе Србије.

## Опште информације
Зграда Гимназије налази се у улици Партизанској број 12 у Врању. Градила се у периоду од 1931. до 1933. године, према пројекту израђеном у Министарству грађевина Краљевине СХС 1927. године.
Зграда се састоји из сутерена, високог приземља, два спрата и поткровља, смештеног у средишњем делу попречног тракта. 
У посебним квадратним пољима између другог и трећег спрата главног средишњег ризалита постављено је седам медаљона са рељефним попрсјима: Вука Караџића, Светог Саве, Боре Станковића, Ивана Мажуранића, Францета Прешерна, Ивана Гундулића и Петра Петровића Његоша, рад академског вајара Марка Брежанина, чиме је потенциран југословенски карактер савременог школског система у Србији.
Изведен у духу модернизованог српско-византијског стила (по монументалности и стилској обради) као масиван разуђен архитектонски волумен, који положајем доминира урбаним простором, овај споменик културе поседује осим архитектонских вредности и историјски значај за унапређење културне, научне, просветне и педагошке делатности.
Проглашена је за непокретно културно добро као споменик културе Србије 1997. године.